# Бассалыго, Константин Николаевич
Константин Николаевич Бассалыго (бел. Канстанцін Мікалаевіч Басалыга; 30 мая 1887, Варковичи, Слуцкий уезд, Минская губерния Российская империя (ныне Слуцкий район Минской области Белоруссии) — 9 сентября 1963) — профессиональный революционер, участник Октябрьской революции.

## Биография
Родился в семье сельского фельдшера. Брат Дмитрия Бассалыго.
Старший брат забрал его с собой учиться в Харьков. К. Басалыга поступил в Харьковское реальное училище.
В 1905 году по примеру брата вступил в РСДРП. Во время революции 1905 года был членом военно-боевого штаба в Харькове, Севастопольского комитета РСДРП и редакции его печвтного органа — газеты «Солдат».
Вёл партийную работу в Харькове, Одессе, Екатеринодаре, Севастополе и на Урале.
В 1906 году вместе с тремя другими боевиками в Севастополе во время дерзкого ночного налёта захватил в помещении городского суда 40 томов дела по обвинению восставших матросов с крейсера «Очаков», которым угрожало тюремное заключение и расстрел. Документы были ими сожжены, что затянуло судебную расправу над революционными матросами.
На Урале большевик К. Н. Бассалыго был избран делегатом на V съезд РСДРП от Алапаевской организации РСДРП (б). Он доставил в Лондон В. И. Ленину мандат делегата на съезд от большевиков Усолья.
После съезда вёл нелегальную партийную работу в Перми, Одессе и Екатеринодаре.
В 1915 году К. Бассалыго был арестован и после суда сослан в Омск. В ссылке отошёл от активной политической деятельности и выбыл из партии.
В 1917 году был участником Октябрьской революции. В октябре 1917 года восстановлен в партии большевиков.
После революции работал на кооперативной и хозяйственной работе в Омске, Краснодаре, Севастополе, Ставропольском крае.
Участник Великой Отечественной войны. Осенью 1941 года участвовал в Севастопольском народном ополчении, при бомбежке был контужен и эвакуирован.
После войны жил в Ставрополе.
Награждён орденом Трудового Красного Знамени и медалями СССР.

## Память
- В деревне Варкавичи именем братьев Бассалыго названа улица[1].